# Botola 2
Botola 2 (anteriormente conhecido como o Groupement National de Football 2 ), é a segunda divisão da liga de futebol marroquino , atrás da Botola , a maior liga de futebol do Marrocos. Possui 16 equipes em todo o país que disputam as duas primeiras posições na competição, que no final da temporada lhes permite a promoção para a Botola . Cada temporada também, as 2 equipes inferiores são todas rebaixadas ao terceiro nível, a Division Nationale Amateur.

## Campeões
| promovidos à Botola 1 | promovidos à Botola 1 | promovidos à Botola 1 | promovidos à Botola 1 | promovidos à Botola 1 | promovidos à Botola 1 |
| Temporada             | Campeão               | Vice-Campeão          |                       |                       |                       |
| --------------------- | --------------------- | --------------------- | --------------------- | --------------------- | --------------------- |
| 1995-96               | Hassania Agadir       | Wydad Fez             |                       |                       |                       |
| 1996-97               | Maghreb Fez           | IR Tanger             |                       |                       |                       |
| 1997-98               | FUS Rabat             | Raja de Beni Mellal   |                       |                       |                       |
| 1998-99               | RS Settat             | TS Casablanca         |                       |                       |                       |
| Década 2000           |                       |                       |                       |                       |                       |
| 1999-00               | Racing                | Ittihad Khemisset     |                       |                       |                       |
| 2000-01               | IR Tanger             | Stade Marocain        |                       |                       |                       |
| 2001-02               | Kenitra               | Chabab Mohammédia     |                       |                       |                       |
| 2002-03               | MC Oujda              | AS Salé               |                       |                       |                       |
| 2003-04               | Olympic Safi          | Union Touarga         |                       |                       |                       |
| 2004-05               | Moghreb Tétouan       | Difaa El Jadida       |                       |                       |                       |
| 2005-06               | Maghreb Fez           | Kawkab                |                       |                       |                       |
| 2006-07               | FUS Rabat             | Kenitra               |                       |                       |                       |
| 2007-08               | AS Salé               | Chabab Mohammédia     |                       |                       |                       |
| 2008-09               | FUS Rabat             | Wydad Fez             |                       |                       |                       |
| Década 2010           |                       |                       |                       |                       |                       |
| 2009-10 Detalhes      | JS Kasbah Tadla       | Rif Al Hoceima        |                       |                       |                       |
| 2010-11 Detalhes      | Meknès                | Ittihad Khemisset     |                       |                       |                       |
| 2011-12 Detalhes      | Raja Beni Mellal      | RS Berkane            |                       |                       |                       |
| 2012-13 Detalhes      | Kawkab                | AS Salé               |                       |                       |                       |
| 2013-14 Detalhes      | Ittihad Khemisset     | Chabab Atlas Khénifra |                       |                       |                       |
| 2014-15 Detalhes      | IR Tanger             | MC Oujda              |                       |                       |                       |
| 2015-16 Detalhes      | Chabab Atlas Khénifra | JS Kasbah Tadla       |                       |                       |                       |
| 2016-17 Detalhes      | Rapide Oued Zem       | Racing                |                       |                       |                       |
| 2017-18 Detalhes      | MC Oujda              | Youssoufia Berrechid  |                       |                       |                       |
| 2018-19 Detalhes      | Khemis Zemamra        | Raja Beni Mellal      |                       |                       |                       |
| Década 2020           |                       |                       |                       |                       |                       |
| 2019-20 Detalhes      | Chabab Mohammédia     | Maghreb Fez           |                       |                       |                       |
| 2020-21 Detalhes      | Olympique Khouribga   | Chabab Riadi Salmi    |                       |                       |                       |
| 2021-22 Detalhes      | Moghreb Tétouan       | Union Touarga         |                       |                       |                       |

## Performance dos clubes
| Clube                 | Cidade       | Títulos | Anos                       |
| --------------------- | ------------ | ------- | -------------------------- |
| FUS Rabat             | Rabat        | 3       | 1997-98, 2006-07, 2008-09. |
| Maghreb Fez           | Fez          | 2       | 1996-97, 2005-06.          |
| IR Tanger             | Tanger       | 2       | 2000-01, 2014-15.          |
| MC Oujda              | Oujda        | 2       | 2002-03, 2017-18.          |
| Moghreb Tétouan       | Tétouan      | 2       | 2004-05, 2021-22.          |
| Hassania Agadir       | Agadir       | 1       | 1995-96                    |
| RS Settat             | Settat       | 1       | 1998-99                    |
| Racing                | Casablanca   | 1       | 1999-00                    |
| Kenitra               | Kenitra      | 1       | 2001-02                    |
| Olympic Safi          | Safim        | 1       | 2003-04                    |
| AS Sale               | Salé         | 1       | 2007-08                    |
| JS Kasbah Tadla       | Kasbah Tadla | 1       | 2009-10                    |
| Meknès                | Meknès       | 1       | 2010-11                    |
| Raja Beni Mellal      | Beni Mellal  | 1       | 2011-12                    |
| Kawkab                | Marrakech    | 1       | 2012-13                    |
| Ittihad Khemisset     | Khemisset    | 1       | 2013-14                    |
| Chabab Atlas Khénifra | Khénifra     | 1       | 2015-16                    |
| Rapide Oued Zem       | Oued Zem     | 1       | 2016-17                    |
| CR Khemis Zemamra     | Zemamra      | 1       | 2018-19                    |
| Chabab Mohammédia     | Mohammedia   | 1       | 2019-20                    |
| Olympique Khouribga   | Khouribga    | 1       | 2020-21                    |